# Élections législatives de 1986 en Martinique
Les élections législatives françaises de 1986 ont lieu le 16 mars. Dans le département de la Martinique, quatre députés sont à élire dans le cadre d'un scrutin proportionnel par liste départementale à un seul tour.

## Élus
| Député élu                 |  | Parti     |
| -------------------------- |  | --------- |
| Aimé Césaire               |  | PPM       |
| Maurice Louis-Joseph-Dogué |  | PS        |
| Michel Renard              |  | RPR       |
| Jean Maran                 |  | UDF (PSD) |

## Listes en présence

### Combat ouvrier
| N° | Candidats                | Parti | Parti | Principales fonctions       |
| -- | ------------------------ | ----- | ----- | --------------------------- |
| 01 | Ghislaine Joachim-Arnaud |       | CO    | Technicienne de laboratoire |
| 02 |                          |       | CO    |                             |
| 03 |                          |       | CO    |                             |
| 04 |                          |       | CO    |                             |
|    |                          |       |       |                             |
| 05 |                          |       | CO    |                             |
| 06 |                          |       | CO    |                             |

### Gauche unie (PPM-FSM-PCM)
| N° | Candidats                  | Parti | Parti  | Principales fonctions                                                    |
| -- | -------------------------- | ----- | ------ | ------------------------------------------------------------------------ |
| 01 | Aimé Césaire               |       | PPM    | Député sortant, président du conseil régional et maire de Fort-de-France |
| 02 | Maurice Louis-Joseph-Dogué |       | FSM-PS | Conseiller régional, conseiller général et maire de Ducos                |
| 03 |                            |       |        |                                                                          |
| 04 |                            |       |        |                                                                          |
|    |                            |       |        |                                                                          |
| 05 |                            |       |        |                                                                          |
| 06 |                            |       |        |                                                                          |

### Opposition (RPR-UDF-DVD)
| N° | Candidats     | Parti | Parti   | Principales fonctions                                       |
| -- | ------------- | ----- | ------- | ----------------------------------------------------------- |
| 01 | Michel Renard |       | RPR     | Conseiller régional, conseiller général et maire du Marigot |
| 02 | Jean Maran    |       | UDF-PSD | Conseiller général et maire de Sainte-Luce                  |
| 03 |               |       |         |                                                             |
| 04 |               |       |         |                                                             |
|    |               |       |         |                                                             |
| 05 |               |       |         |                                                             |
| 06 |               |       |         |                                                             |

### Divers droite
| N° | Candidats      | Parti | Parti | Principales fonctions                       |
| -- | -------------- | ----- | ----- | ------------------------------------------- |
| 01 | Victor Charron |       | DVD   | Ancien conseiller général et maire du Marin |
| 02 | Emmanuel Argo  |       | DVD   |                                             |
| 03 |                |       | DVD   |                                             |
| 04 |                |       | DVD   |                                             |
|    |                |       |       |                                             |
| 05 |                |       | DVD   |                                             |
| 06 |                |       | DVD   |                                             |

### Front national
| N° | Candidats  | Parti | Parti | Principales fonctions |
| -- | ---------- | ----- | ----- | --------------------- |
| 01 | M. Mathieu |       | FN    |                       |
| 02 |            |       | FN    |                       |
| 03 |            |       | FN    |                       |
| 04 |            |       | FN    |                       |
|    |            |       |       |                       |
| 05 |            |       | FN    |                       |
| 06 |            |       | FN    |                       |

## Résultats

### Résultats à l'échelle du département
| Liste Parti politique | Liste Parti politique                                                                     | Tête de liste            | Tour unique | Tour unique | Sièges |
| Liste Parti politique | Liste Parti politique                                                                     | Tête de liste            | Voix        | %           | Sièges |
| --------------------- | ----------------------------------------------------------------------------------------- | ------------------------ | ----------- | ----------- | ------ |
|                       | Ensemble construisons notre Martinique Parti progressiste martiniquais (FSM - PCM)        | Aimé Césaire             | 56 044      | 51,18       | 2      |
|                       | Liste de l'Union départementaliste Rassemblement pour la République (UDF - Divers droite) | Michel Renard            | 46 474      | 42,44       | 2      |
|                       | Liste Combat ouvrier Combat ouvrier                                                       | Ghislaine Joachim-Arnaud | 3 302       | 3,01        | 0      |
|                       | Liste pour le développement de la Martinique Divers droite                                | Victor Charron           | 2 211       | 2,01        | 0      |
|                       | Liste de Rassemblement national présentée par le Front national Front national            | M. Mathieu               | 1 469       | 1,34        | 0      |
|                       |                                                                                           |                          |             |             |        |
| Inscrits              | Inscrits                                                                                  | Inscrits                 | 205 281     | 100,00      | 4      |
| Abstentions           | Abstentions                                                                               | Abstentions              | 85 150      | 41,48       |        |
| Votants               | Votants                                                                                   | Votants                  | 120 131     | 58,52       |        |
| Blancs et nuls        | Blancs et nuls                                                                            | Blancs et nuls           | 10 631      | 8,85        |        |
| Exprimés              | Exprimés                                                                                  | Exprimés                 | 109 500     | 91,15       |        |